# Bulbophyllum pentastichum
Bulbophyllum pentastichum é uma espécie de orquídea (família Orchidaceae) pertencente ao gênero Bulbophyllum. Foi descrita por Schltr., Ernst Hugo Heinrich Pfitzer e Friedrich Fritz Wilhelm Ludwig Kraenzlin em 1939.